# Lee Smolin
Lee Smolin (Nova York, Estats Units, 1955) és físic teòric dedicat a l'estudi de la gravetat quàntica, la cosmologia i la teoria quàntica. Després d'estudiar al Hampshire College i a la Universitat Harvard, va ser professor a les universitats de Yale, Siracusa i Penn. El 2001 es va convertir en membre fundador i investigador del Perimeter Institute for Theoretical Physics d'Ontario (Canadà), des d'on proposa una aproximació diferent al problema de la unificació de la teoria de la relativitat amb la quàntica anomenada Gravetat Quàntica de Bucles. Les seves investigacions també inclouen la teoria de cordes (descripció completa, unificada i consistent de l'estructura fonamental del nostre univers), la biologia teòrica, la filosofia i la teoria política.
És autor de dos llibres on analitza les implicacions filosòfiques dels avenços en física i cosmologia: Life of the cosmos (1997) i Three roads to quantum gravity (2001).